# ティモジ・ナグサ
ティモジ・ナグサ（Timoci Nagusa、1987年7月14日 - ）は、プロD2・FCグルノーブルに所属するラグビー選手。

## プロフィール
- フィジー・ナンディ出身。
- ポジションはウィング(WTB)、センター(CTB)、フルバック(FB)。
- 身長 188cm、体重 100kg
- フィジー代表キャップは33（2020年7月現在）でラグビーワールドカップ2015のフィジー代表に選ばれた[1]。
- バーバリアンズに選ばれたことがある[2]。

## 略歴
アルスターを経て、2010年、モンペリエに加入。
2020年、FCグルノーブルに加入。